# Aethionema grandiflorum
Aethionema grandiflorum ou Aethionema grandiflora (Lineu) é uma espécie de planta subarbustiva, do género Brassicaceae, com utilização em jardinagem, apresentando diversas variantes cultivares.  As suas folhas são de um verde azulado. Florescem no mês de Maio. As flores, cor-de-rosa e com um odor forte mas agradável, aparecem em rácimos na extremidade dos caules, cobrindo a planta por completo. É uma planta que gosta de exposição ao sol e tolera a falta de humidade.